# Campeonato Mundial de Tiro de 2023
El LIV Campeonato Mundial de Tiro se celebró en Bakú (Azerbaiyán) entre el 14 de agosto y el 1 de septiembre de 2023 bajo la organización de la Federación Internacional de Tiro Deportivo (ISSF) y la Federación Azerbaiyán de Tiro Deportivo.
Las competiciones se realizaron en el Centro de Tiro de la capital azerbaiyana. 
Los tiradores de Rusia y Bielorrusia fueron excluidos de este campeonato debido a la invasión rusa de Ucrania.

## Resultados

### Masculino
| Evento                                 | Oro                                      | Plata                                    | Bronce                                      |
| -------------------------------------- | ---------------------------------------- | ---------------------------------------- | ------------------------------------------- |
| Rifle 3 posiciones 300 m (28.08)       | Maciej Kowalewicz · Polonia · 587 pts.   | Tomasz Bartnik · Polonia · 586 pts.      | Pascal Bachmann · Suiza · 586 pts.          |
| Rifle 3 posiciones 300 m (equipos)     | Suiza · 1750                             | Austria · 1746                           | Noruega · 1743                              |
| Rifle en pos. tendida 300 m (27.08)    | Rajmond Debevec Eslovenia 600            | Aleksi Leppä · Finlandia · 599           | Timothy Sherry Estados Unidos 599           |
| Rifle en pos. tendida 300 m (equipos)  | Noruega · 1789                           | Polonia · 1788                           | Suiza · 1777                                |
| Rifle 3 posiciones 50 m (20.08)        | Alexander Schmirl · Austria · 462,6      | Petr Nymburský · República Checa · 459,2 | Akhil Sheoran India 450,0                   |
| Rifle 3 posiciones 50 m (equipos)      | India 1748                               | Austria · 1748                           | Noruega · 1746                              |
| Rifle en pos. tendida 50 m (22.08)     | Petr Nymburský · República Checa · 626,5 | Du Linshu China 625,2                    | Jan Lochbihler · Suiza · 625,0              |
| Rifle en pos. tendida 50 m (equipos)   | Noruega · 1866,0                         | Alemania · 1864,5                        | China 1863,4                                |
| Rifle 10 m (19.08)                     | Victor Lindgren · Suecia · 251,3         | Yang Haoran China 250,6                  | František Smetana · República Checa · 227,5 |
| Rifle 10 m (equipos)                   | China 1893,3                             | República Checa · 1884,3                 | Croacia · 1883,5                            |
| Pistola 50 m (25.08)                   | Xie Yu China 558                         | Lauris Strautmanis Letonia 557           | Ravinder Singh India 556                    |
| Pistola 50 m (equipos)                 | China 1655                               | Corea del Sur 1654                       | India 1646                                  |
| Pistola rápida de fuego 25 m (22.08)   | Li Yuehong China 39                      | Clément Bessaguet Francia 30             | Florian Peter · Alemania · 24               |
| Pistola rápida de fuego 25 m (equipos) | China 1756                               | Alemania · 1740                          | Corea del Sur 1739                          |
| Pistola de fuego 25 m (24.08)          | Christian Reitz · Alemania · 584         | Peeter Olesk Estonia 584                 | Florian Peter · Alemania · 583              |
| Pistola de fuego 25 m (equipos)        | Alemania · 1743                          | Corea del Sur 1731                       | India 1718                                  |
| Pistola estándar 25 m (23.08)          | Amanpreet Singh India 577                | Lee Gun-Hyeok Corea del Sur 574          | Kévin Chapon Francia 574                    |
| Pistola estándar 25 m (equipos)        | China 1707                               | Alemania · 1700                          | Corea del Sur 1697                          |
| Pistola 10 m (17.08)                   | Zhang Bowen China 244,3                  | Damir Mikec Serbia 240,8                 | Kiril Kirov Bulgaria 215,7                  |
| Pistola 10 m (equipos)                 | China 1749                               | Alemania · 1743                          | India 1734                                  |
| Blanco móvil 50 m (30.08)              | Łukasz Czapla · Polonia · 586            | Ihor Kizyma · Ucrania · 583              | Emil Martinsson · Suecia · 582              |
| Blanco móvil 50 m (equipos)            | Ucrania · 1743                           | Suecia · 1731                            | Finlandia · 1728                            |
| Blanco móvil mixto 50 m (31.08)        | Jesper Nyberg · Suecia · 393             | Emil Martinsson · Suecia · 392           | Krister Holmberg · Finlandia · 391          |
| Blanco móvil mixto 50 m (equipos)      | Ucrania · 1163                           | Suecia · 1161                            | Finlandia · 1157                            |
| Blanco móvil 10 m (27.08)              | Ihor Kizyma · Ucrania                    | Kris Großheim · Alemania                 | Jeong You-Jin Corea del Sur                 |
| Blanco móvil 10 m (equipos)            | Ucrania · 1703                           | Suecia · 1685                            | Finlandia · 1684                            |
| Blanco móvil mixto 10 m (28.08)        | Denys Babliuk · Ucrania · 384            | Ihor Kizyma · Ucrania · 381 (20)         | Kris Großheim · Alemania · 381 (19)         |
| Blanco móvil mixto 10 m (equipos)      | Ucrania · 1131                           | Finlandia · 1122                         | Corea del Sur 1118                          |
| Foso (24.08)                           | Giovanni Cernogoraz · Croacia · 44       | Marián Kovačócy · Eslovaquia · 41        | Jaled Al-Mudhaf Kuwait 31                   |
| Foso (equipos)                         | Estados Unidos 368                       | Italia · 367                             | República Checa · 365                       |
| Skeet (19.08)                          | Efthimios Mitas · Grecia · 56            | Eetu Kallioinen · Finlandia · 55         | Azmy Mehelba · Egipto · 46                  |
| Skeet (equipos)                        | Estados Unidos                           | Grecia ·                                 | Italia ·                                    |

### Femenino
| Evento                                | Oro                                           | Plata                                    | Bronce                               |
| ------------------------------------- | --------------------------------------------- | ---------------------------------------- | ------------------------------------ |
| Rifle 3 posiciones 300 m (28.08)      | Katrine Lund · Noruega · 581                  | Karolina Romańczyk · Polonia · 579       | Silvia Guignard · Suiza · 579        |
| Rifle 3 posiciones 300 m (equipos)    | Noruega · 1728                                | Suiza · 1716                             | Alemania · 1690                      |
| Rifle en pos. tendida 300 m (27.08)   | Karolina Romańczyk · Polonia · 593            | Silvia Guignard · Suiza · 592            | Agathe Girard Francia 592            |
| Rifle en pos. tendida 300 m (equipos) | Suiza · 1769                                  | Noruega · 1768                           | Alemania · 1756                      |
| Rifle 3 posiciones 50 m (21.08)       | Zhang Qiongyue China 465,3                    | Han Jiayu China 463,5                    | Sagen Maddalena Estados Unidos 451,9 |
| Rifle 3 posiciones 50 m (equipos)     | Estados Unidos 1774                           | China 1773                               | Noruega · 1767                       |
| Rifle en pos. tendida 50 m (23.08)    | Anja Senti · Suiza · 627,7                    | Marianne Palo · Finlandia · 626,1        | Jolyn Beer · Alemania · 625,4        |
| Rifle en pos. tendida 50 m (equipos)  | Suiza · 1870,4                                | Noruega · 1870,2                         | Austria · 1863,3                     |
| Rifle 10 m (19.08)                    | Han Jiayu China 251,4                         | Wang Zhilin China 250,2                  | Mehuli Ghosh India 229,8             |
| Rifle 10 m (equipos)                  | India 1895,9                                  | China 1893,7                             | Alemania · 1887,5                    |
| Pistola 50 m (25.08)                  | Sylvia Steiner · Austria · 540                | Tumurchuduryn Bayartsetseg Mongolia 534  | Tiyana Tiyana India 533              |
| Pistola 50 m (equipos)                | India 1573                                    | China 1567                               | Mongolia 1566                        |
| Pistola 25 m (20.08)                  | Doreen Vennekamp · Alemania · 40              | Olena Kostevych · Ucrania · 31           | Agate Rašmane Letonia 25             |
| Pistola 25 m (equipos)                | India 1744                                    | China Taipéi 1743                        | China 1743                           |
| Pistola de fuego 25 m (24.08)         | Nigar Nəsirova Azerbaiyán 554 (12x)           | Nərminə Səmədova Azerbaiyán 554 (10x)    | Enjbatyn Jishigdelguer Mongolia 538  |
| Pistola de fuego 25 m (equipos)       | No entregado                                  | No entregado                             | No entregado                         |
| Pistola estándar 25 m (23.08)         | Feng Sixuan China 572                         | Anna Korakaki · Grecia · 565             | Sylvia Steiner · Austria · 561       |
| Pistola estándar 25 m (equipos)       | China 1690                                    | Azerbaiyán 1629                          | India 1601                           |
| Pistola 10 m (17.08)                  | Jiang Ranxin China 239,8                      | Anna Korakaki · Grecia · 238,3           | Li Xue China 218,9                   |
| Pistola 10 m (equipos)                | China 1728                                    | Hungría · 1726                           | Irán 1724                            |
| Blanco móvil 10 m (27.08)             | Zujra Irnazarova · Kazajistán                 | Alexandra Saduakasova · Kazajistán       | Halyna Avramenko · Ucrania           |
| Blanco móvil mixto 10 m (28.08)       | Alexandra Saduakasova · Kazajistán · 378 (19) | Zujra Irnazarova · Kazajistán · 378 (13) | Valentyna Honcharova · Ucrania · 370 |
| Foso (24.08)                          | Lin Yi-Chun China Taipéi 40                   | Jessica Rossi · Italia · 39              | Kathrin Murche · Alemania · 28       |
| Foso (equipos)                        | Italia · 354                                  | Australia 353                            | China 349                            |
| Skeet (18.08)                         | Danka Barteková · Eslovaquia · 54+11          | Dania Jo Vizzi Estados Unidos 54+10      | Emmanuela Katzuraki · Grecia · 43    |
| Skeet (equipos)                       | Estados Unidos 365                            | Italia · 360                             | Eslovaquia · 359                     |

### Mixto
| Evento                             | Oro                                                    | Plata                                               | Bronce                                                    |
| ---------------------------------- | ------------------------------------------------------ | --------------------------------------------------- | --------------------------------------------------------- |
| Rifle 10 m (18.08)                 | Sheng Lihao Huang Yuting China                         | Amir Nekounam Shermineh Chehel Amirani Irán         | Romain Aufrère Océanne Muller Francia                     |
| Rifle en pos. tendida 50 m (23.08) | Jan Lochbihler · Chiara Leone · Suiza                  | Christoph Dürr · Sarina Hitz · Suiza                | Du Linshu Xia Siyu China                                  |
| Pistola 10 m (18.08)               | Shiva Narwal Esha Singh India                          | Yusuf Dikeç Şevval Tarhan Turquía                   | Zhang Bowen Jiang Ranxin China                            |
| Foso (25.08)                       | João Azevedo Maria Coelho de Barros Portugal 142 (+13) | Derrick Mein Rachel Tozier Estados Unidos 142 (+12) | Daniel Pochivalov · Mariya Dmitriyenko · Kazajistán · 141 |
| Skeet (20.08)                      | Vincent Hancock Austen Smith Estados Unidos            | Mykola Milchev · Iryna Malovichko · Ucrania         | Ben Llewellin Amber Rutter Reino Unido                    |

### Abierto
| Evento                         | Oro                              | Plata                               | Bronce                                 |
| ------------------------------ | -------------------------------- | ----------------------------------- | -------------------------------------- |
| Rifle estándar 300 m (26.08)   | István Péni · Hungría · 587 pts. | Kim André Lund · Noruega · 587 pts. | Timothy Sherry Estados Unidos 586 pts. |
| Rifle estándar 300 m (equipos) | Austria · 1733                   | Suiza · 1733                        | Noruega ·                              |

## Medallero
| Núm. | País            | Oro | Plata | Bronce | Total |
| ---- | --------------- | --- | ----- | ------ | ----- |
| 1    | China           | 15  | 7     | 6      | 28    |
| 2    | Ucrania         | 6   | 4     | 2      | 12    |
| 3    | India           | 6   | 0     | 8      | 14    |
| 4    | Suiza           | 5   | 4     | 4      | 13    |
| 5    | Estados Unidos  | 5   | 2     | 3      | 10    |
| 6    | Noruega         | 4   | 3     | 4      | 11    |
| 7    | Alemania        | 3   | 5     | 8      | 16    |
| 8    | Polonia         | 3   | 3     | 0      | 6     |
| 9    | Austria         | 3   | 2     | 2      | 7     |
| 10   | Suecia          | 2   | 4     | 1      | 7     |
| 11   | Kazajistán      | 2   | 2     | 1      | 5     |
| 12   | Grecia          | 1   | 3     | 1      | 5     |
| 12   | Italia          | 1   | 3     | 1      | 5     |
| 14   | República Checa | 1   | 2     | 2      | 5     |
| 15   | Azerbaiyán      | 1   | 2     | 0      | 3     |
| 16   | Eslovaquia      | 1   | 1     | 1      | 3     |
| 17   | China Taipéi    | 1   | 1     | 0      | 2     |
| 17   | Hungría         | 1   | 1     | 0      | 2     |
| 19   | Croacia         | 1   | 0     | 1      | 2     |
| 20   | Portugal        | 1   | 0     | 0      | 1     |
| 20   | Eslovenia       | 1   | 0     | 0      | 1     |
| 22   | Finlandia       | 0   | 4     | 4      | 8     |
| 23   | Corea del Sur   | 0   | 3     | 4      | 7     |
| 24   | Francia         | 0   | 1     | 3      | 4     |
| 25   | Mongolia        | 0   | 1     | 2      | 3     |
| 26   | Irán            | 0   | 1     | 1      | 2     |
| 26   | Letonia         | 0   | 1     | 1      | 2     |
| 28   | Australia       | 0   | 1     | 0      | 1     |
| 28   | Estonia         | 0   | 1     | 0      | 1     |
| 28   | Serbia          | 0   | 1     | 0      | 1     |
| 28   | Turquía         | 0   | 1     | 0      | 1     |
| 32   | Bulgaria        | 0   | 0     | 1      | 1     |
| 32   | Egipto          | 0   | 0     | 1      | 1     |
| 32   | Kuwait          | 0   | 0     | 1      | 1     |
| 32   | Reino Unido     | 0   | 0     | 1      | 1     |
|      | TOTAL           | 64  | 64    | 64     | 192   |